# Styloptera nishiharui
Styloptera nishiharui är en tvåvingeart som beskrevs av Toyohi Okada 1982. Styloptera nishiharui ingår i släktet Styloptera och familjen daggflugor. Inga underarter finns listade i Catalogue of Life.